# 尼古拉斯·達摩
尼古拉斯·達摩（英語：Nicholas D'Amour，2001年9月4日—），美屬維京群島男子射箭運動員。他代表美屬維京群島參加2020年夏季奧林匹克運動會和2024年夏季奧林匹克運動會。
達摩就讀於維京群島大學。